# Besart Abdurahimi
Besart Abdurahimi, född 31 juli 1990, är en makedonsk fotbollsspelare.
Besart Abdurahimi har spelat 12 landskamper för det makedonska landslaget.